# Gabriele Gava
Gabriele Gava (Conegliano, 6 dicembre 1974) è un ex arbitro di calcio italiano.

## Carriera
Appartiene alla sezione di Conegliano dell'Associazione Italiana Arbitri della Federazione Italiana Giuoco Calcio. Nel 2001 debutta in Serie C1 per volontà del designatore Maurizio Mattei, e dopo aver totalizzato 52 presenze in tale categoria (compresa la finale play-off del 2005 tra Napoli e Avellino, nel 2005 viene promosso alla CAN A e B seguendo il destino dello stesso Maurizio Mattei, a sua volta nominato nuovo designatore.
Ha esordito in Serie A il 4 dicembre 2005 dirigendo la gara Sampdoria-Empoli (2-0). L'anno successivo è decorato con il Premio "Giorgio Bernardi", destinato al miglior giovane arbitro debuttante in serie A. Nell'agosto 2007 ha rappresentato la classe arbitrale italiana alle Universiadi di Bangkok. Il 29 aprile 2009 è stato designato per dirigere Shkumbini-Flamurtari Valona semifinale della Coppa d'Albania: la partita è stata sospesa a 10 minuti dalla fine a causa della fitta sassaiola fatta partire dai tifosi di casa.
Al termine della stagione sportiva 2011-2012 ha diretto 89 partite in serie A. Il 3 luglio 2010 con la scissione della CAN A-B in CAN A e CAN B, viene inserito nell'organico della CAN A. Il padre, Franco, è stato arbitro a disposizione della CAN A e B negli anni ottanta. Il 19 ottobre 2010, dirige la partita in ricordo del collega Rosario Ponziano (morto in Afghanistan) tra la sezione arbitri di Bolzano ed il 4º reggimento paracadutisti alpini. Il 22 giugno 2012 partecipa al primo "Memorial Piermario Morosini", in ricordo appunto del giovane giocatore del Livorno scomparso prematuramente durante una partita di calcio, in forza alla Nazionale Arbitri.
La partita, giocata contro la Nazionale Cantanti, finisce in pareggio sul punteggio di 5 reti a 5.
Il 13 maggio 2012, nell'ultima giornata di campionato dirige la gara Juventus-Atalanta (3-1) che verrà ricordata per l'addio del suo conterraneo Alessandro Del Piero alla Juventus.
Il 2 luglio 2012 viene dismesso dalla CAN A per normale avvicendamento, concludendo così la sua carriera arbitrale a livello nazionale come arbitro effettivo (A.E.). Subito dopo, il 5 luglio 2012 viene nominato tra i membri della commissione arbitrale di Lega Pro per la stagione 2012-2013, carica confermata anche per la stagione successiva.
È stato per diversi anni componente della commissione CAN B, fino al luglio 2017, quando ne viene annunciata la nomina a membro della commissione CAN A di Nicola Rizzoli.